# Герасимовское сельское поселение (Белгородская область)
Гера́симовское се́льское поселе́ние — упразднённое муниципальное образование в составе Валуйского района Белгородской области Российской Федерации.
Административный центр — село Герасимовка.
19 апреля 2018 года упразднено при преобразовании Валуйского района в Валуйский городской округ.

## География
Общая площадь поселения: 5423,01 га, в т.ч. земель сельхозугодий: 4774,2 га. Протяженность дорог: 10,15 км.
Количество подворий: 286.

## История
Герасимовское сельское поселение образовано 20 декабря 2004 года в соответствии с Законом Белгородской области № 159.

## Население
| 2010 | 2011 | 2012 | 2013 | 2014 | 2015 | 2016 |
| ---- | ---- | ---- | ---- | ---- | ---- | ---- |
| 763  | ↘760 | ↘752 | ↗762 | ↘758 | ↗767 | ↘753 |
| 2017 | 2018 |      |      |      |      |      |
| ↗763 | ↗781 |      |      |      |      |      |

## Состав сельского поселения
| № | Населённый пункт | Тип населённого пункта       | Население |
| - | ---------------- | ---------------------------- | --------- |
| 1 | Герасимовка      | село, административный центр | ↘686      |
| 2 | Долгаловка       | хутор                        | ↘23       |
| 3 | Конотоповка      | хутор                        | ↘54       |